# Smicromyrme cristinae
Smicromyrme cristinae is een vliesvleugelig insect uit de familie van de mierwespen (Mutillidae). De wetenschappelijke naam van de soort is voor het eerst geldig gepubliceerd in 2000 door Lo Cascio.